# Hyltans naturreservat, Tidaholms kommun
För andra betydelser, se Hyltan.
Hyltan är ett naturreservat i Tidaholms kommun i Västra Götalands län.
Reservatet är skyddat sedan 2001 och är 20 hektar stort. Det är beläget på Hökensås, 12 kilometer öster om Tidaholm.  

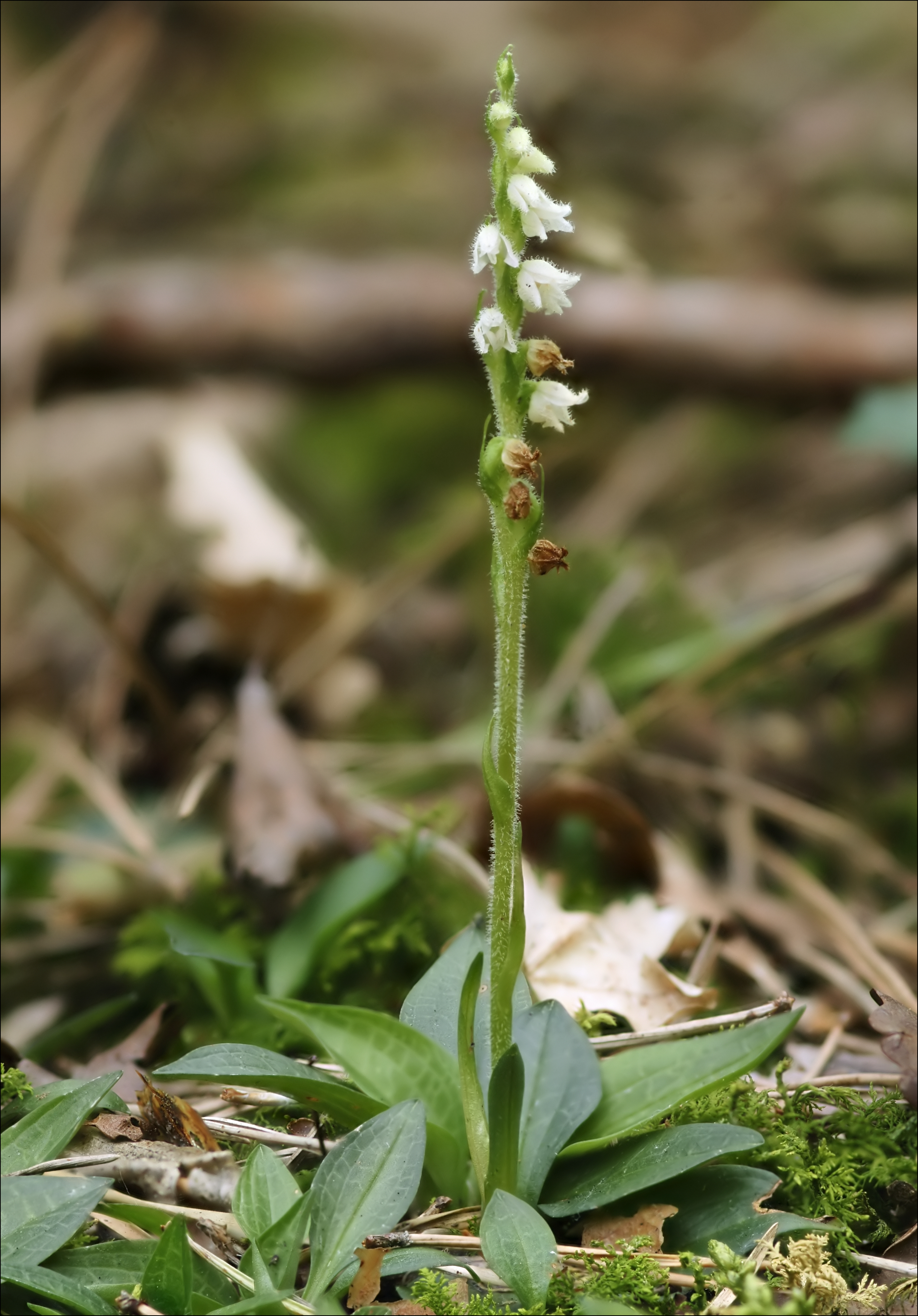
Knärot

Området är kuperat med åsar, kullar och dödisgropar. Inom reservatet finns flera olika naturtyper, som sjöar, strandkärr, tallmosse, tallskog, barrblandskog, granskog och lövskog. De båda sjöarna Hyltesjön och Vitsjön är de största. I tallskogen mellan sjöarna växer den fridlysta orkidén knärot vilket indikerar skog med lång kontinuitet. Spillkråkan häckar i gamla tallar.
Vandringsleden Västra Vätterleden passerar genom reservatet på en ås mellan sjöarna. 